# Сорка (приток Солохты)
Сорка (устар. Туровка) — река в России, протекает по Кадуйскому району Вологодской области. Устье реки находится в 37 км по правому берегу реки Солохта. Длина реки составляет 11 км.

## Течение
Берёт начало на окраинах болота Большого на высоте 140 м, около урочища Дорожный Березовик. Течёт на юго-запад через лесной массив. Через реку перекинут мост в верховье и проведён брод в низовье. Впадает в Солохту напротив деревни Аленкино.

## Данные водного реестра
По данным государственного водного реестра России относится к Верхневолжскому бассейновому округу, водохозяйственный участок реки — Суда от истока и до устья, речной подбассейн реки — Реки бассейна Рыбинского водохранилища. Речной бассейн реки — (Верхняя) Волга до Куйбышевского водохранилища (без бассейна Оки).
Код объекта в государственном водном реестре — 08010200212110000007982.